# Ekaterina Ilina
Ekaterina Fiodorovna Ilina (în rusă Екатери́на Фёдоровна Ильина́) (n. 7 martie 1991, în Toliatti) este o handbalistă din Rusia care joacă pentru clubul Rostov-Don și echipa națională a Rusiei pe postul de coordonator de joc.

## Biografie
Ekaterina Ilina a început să practice handbalul la vârsta de 8 ani, într-o școală cu profil sportiv din Toliatti. Cel care i-a îndrumat pașii spre handbalul de performanță a fost antrenorul Serghei Voevoda. Rezultatele nu au întârziat să apară: Ilina a promovat de la a treia echipă a Ladei Toliatti la a doua, iar apoi la prima echipă, în sezonul 2009-2010. În același sezon, ea s-a transferat la Kuban Krasnodar, cu care a ajuns până în sferturile de finală ale Cupei EHF, în 2010 și 2013
În 2013, Ekaterina Ilina s-a întors la Lada Toliatti, iar cele 41 de goluri înscrise de ea au ajutat echipa să câștige Cupa EHF. În sezonul 2014-2015, Ilina s-a transferat la echipa Rostov-Don.
Ekaterina Ilina a câștigat medalia de aur la Campionatul Mondial pentru Junioare din 2008 și medalia de argint la Campionatul Mondial pentru Tineret din 2010. De asemenea, ea este medaliată cu bronz la Campionatul European pentru Tineret din 2009. În prezent, Ilina este componentă a echipei naționale de senioare a Rusiei, alături de care a câștigat medalia de aur la Jocurile Olimpice de vară din 2016, desfășurate la Rio de Janeiro.

## Palmares
Club
- Superliga Rusă de Handbal Feminin
  - Medalie de argint: 2014, 2015

- Cupa EHF
  -  Câștigătoare: 2014
  - Sfert-finalistă: 2010, 2013

Echipa națională
- Jocurile Olimpice:
  -  Medalie de aur: 2016

- Campionatul Mondial pentru Junioare:
  -  Medalie de aur: 2008

- Campionatul Mondial pentru Tineret:
  -  Medalie de argint: 2010

- Campionatul European pentru Tineret:
  -  Medalie de bronz: 2009

## Premii individuale
- Coordonatorul echipei ideale la Baia Mare Champions Trophy: 2014